# Razdólnoie (Primórie)
Razdólnoie - Раздольное (rus) - és un poble (un possiólok) del krai de Primórie, a l'Extrem Orient de Rússia, que en el cens del 2010 tenia 8.194 habitants